# Liste des distilleries de whisky
Cette liste aborde le sujet des distilleries produisant du whisky dans le monde. Longtemps l'apanage de rares pays, l'Irlande, l’Écosse, les États-Unis, le Canada, puis le Japon, les distilleries produisant du whisky se sont multipliées depuis la fin des années 1990 jusqu'à s'implanter dans un très grand nombre de pays.

## Écosse
L'Écosse n'est pas le pays qui compte le plus de distilleries de whisky, mais c'est celui où se concentre les distilleries les plus célèbres.

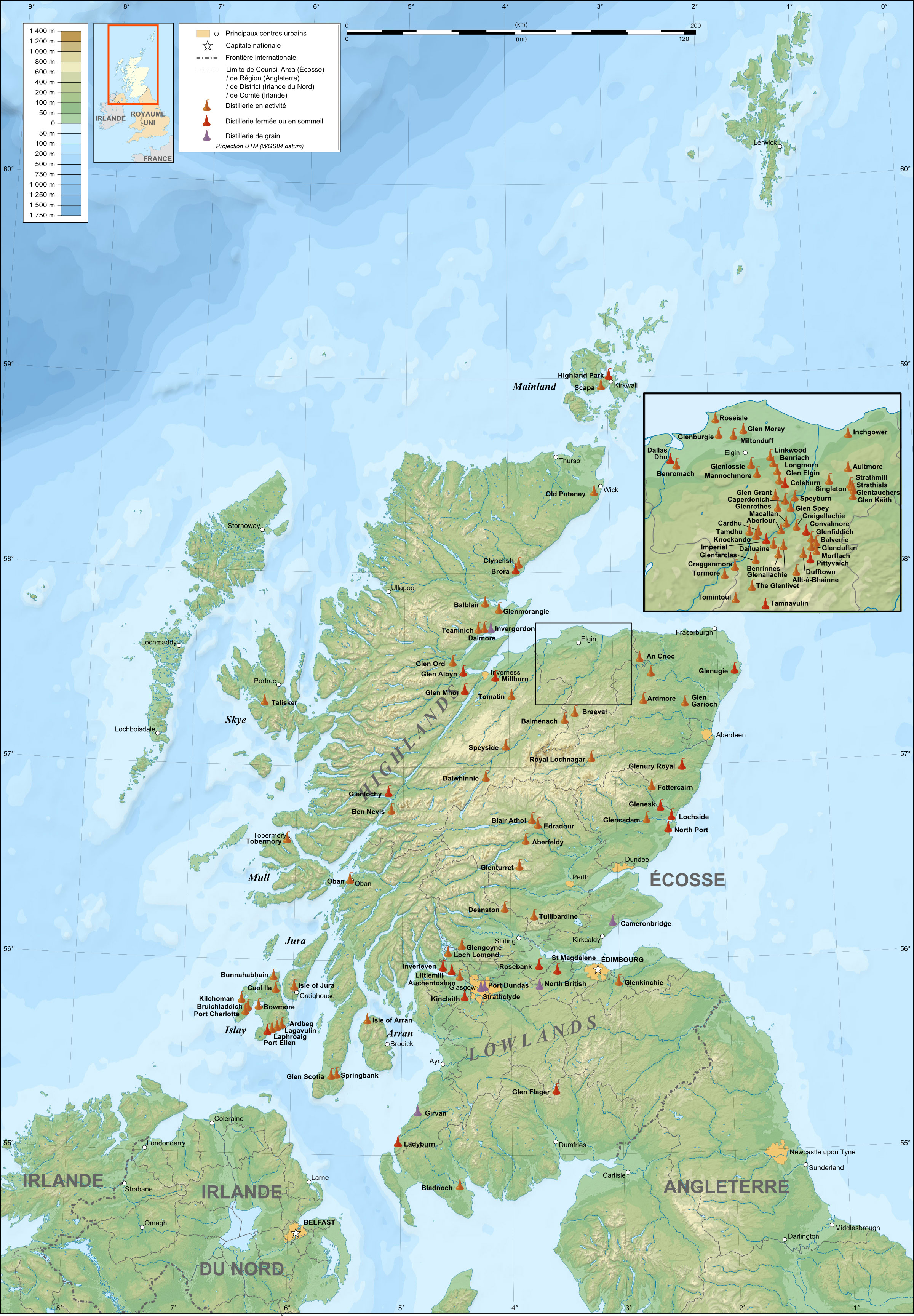
Carte des distilleries de whisky en Écosse.

| #  | Région   | Distillerie   | Marque | Type | Création | Fermeture | Notes |
| -- | -------- | ------------- | ------ | ---- | -------- | --------- | ----- |
| 1  | Speyside | Millburn      |        |      |          |           |       |
| 2  | Speyside | Glen Albyn    |        |      | 1844     | 1983      |       |
| 3  | Speyside | Glen Mhor     |        |      |          |           |       |
| 4  | Speyside | Royal Brackla |        |      | 1812     |           |       |
| 5  | Speyside | Tomatin       |        |      | 1897     |           |       |
| 6  | Speyside | Dallas Dhu    |        |      |          |           |       |
| 7  | Speyside | Glenburgie    |        |      | 1810     |           |       |
| 8  | Speyside | Benromach     |        |      | 1898     |           |       |
| 9  | Speyside | BenRiach      |        |      | 1897     |           |       |
| 10 | Speyside | Miltonduff    |        |      | 1824     |           |       |
| 11 | Speyside | Glen Moray    |        |      | 1897     |           |       |
| 12 | Speyside | Coleburn      |        |      |          |           |       |
| 13 | Speyside | Glenburgie    |        |      | 1810     |           |       |
| 14 | Speyside | Glen Elgin    |        |      | 1833     |           |       |
| 15 | Speyside | Glenlossie    |        |      |          |           |       |
| 16 | Speyside | Mannochmore   |        |      |          |           |       |
| 17 | Speyside | Longmorn      |        |      |          |           |       |
| 18 | Speyside | Linkwood      |        |      |          |           |       |
| 19 | Speyside | Roseisle      |        |      |          |           |       |
| 20 | Speyside | Dalwhinnie    |        |      |          |           |       |
| 21 | Speyside | Balmenach     |        |      |          |           |       |
| 22 | Speyside | Tormore       |        |      |          |           |       |
| 23 | Speyside | Cragganmore   |        |      |          |           |       |
| 24 | Speyside | Glenfarclas   |        |      |          |           |       |
| 25 | Speyside | Dailuaine     |        |      |          |           |       |
| 26 | Speyside | Benrinnes     |        |      |          |           |       |
| 27 | Speyside | Glenallachie  |        |      |          |           |       |
| 28 | Speyside | Aberlour      |        |      |          |           |       |
| 29 | Speyside | Craigellachie |        |      |          |           |       |
| 30 | Speyside | Glentauchers  |        |      |          |           |       |
| 31 | Speyside | Auchroisk     |        |      | 1974     |           |       |

### Highlands-Speyside
- Inchgower
- Knockando
- Tamdhu
- Cardhu
- Imperial
- Macallan
- Speyburn
- Caperdonich
- Glen Grant
- Glenrothes
- Glen Spey
- Speyside

Livet
- Glenlivet
- Braeval
- Tamnavulin
- Tomintoul

Fiddish and Dullan
- Glenfiddich
- Balvenie
- Convalmore
- Glendullan
- Mortlach
- Dufftown
- Pittyvaich
- Allt-á-Bhainne

Strathisla
- Strathisla
- Glen Keith
- Strathmill
- Aultmore
- Knockdhu

Bogie and Deveron
- Ardmore
- Glendronach
- Banff
- Macduff
- Glenglassaugh

### North Highlands
- Pulteney
- Brora
- Clynelish
- Balbair
- Glenmorangie
- Dalmore
- Teaninich
- Glen Ord
- Ben Wyvis

### East Highlands
- Glenugie
- Glen Garioch
- Royal Lochnagar
- Glenury
- Fettercairn
- Glenesk
- Lochside
- Glencadam
- North Port

### West Highlands
- Glengoyne
- Loch Lomond
- Oban
- Ben Nevis
- Glenlochy

### Midlands
- Blair Athol
- Edradour
- Aberfeldy
- Glenturret
- Tullibardine
- Deanston
- Lindores Abbey

### Lowlands
- Glenkinchie
- Rosebank
- Auchentoshan
- Littlemill
- Kinclaith
- Bladnoch
- St Magdalene
- Lady Burn
- Inverleven
- Glenfagler
- Girvan
- Ailsa Bay

### Campbeltown
- Glengyle
- Glen Scotia
- Springbank

### Islands
Islay
- Ardbeg
- Lagavulin
- Bowmore
- Bruichladdich
- Bunnahabhain
- Caol Ila
- Port Charlotte
- Port Ellen
- Laphroaig
- Kilchoman

Jura
- Isle of Jura

Mull
- Tobermory

Skye
- Talisker
- Torabhaig

Arran
- Arran

Orkney
- Highland Park
- Scapa

## En Amérique

### États-Unis
- Barton
- Bernheim
- Buffalo Trace
- Early Times
- Four Roses
- Heaven Hill
- Jack Daniel's
- Jim Beam
- Maker's Mark
- Stitzel-Weller
- Wild Turkey

### Canada
- Alberta
- Black Velvet
- Canadian Mist
- Gimli
- Glenora
- Hiram Walker and sons
- Kittling Ridge
- Schenley

## En Asie

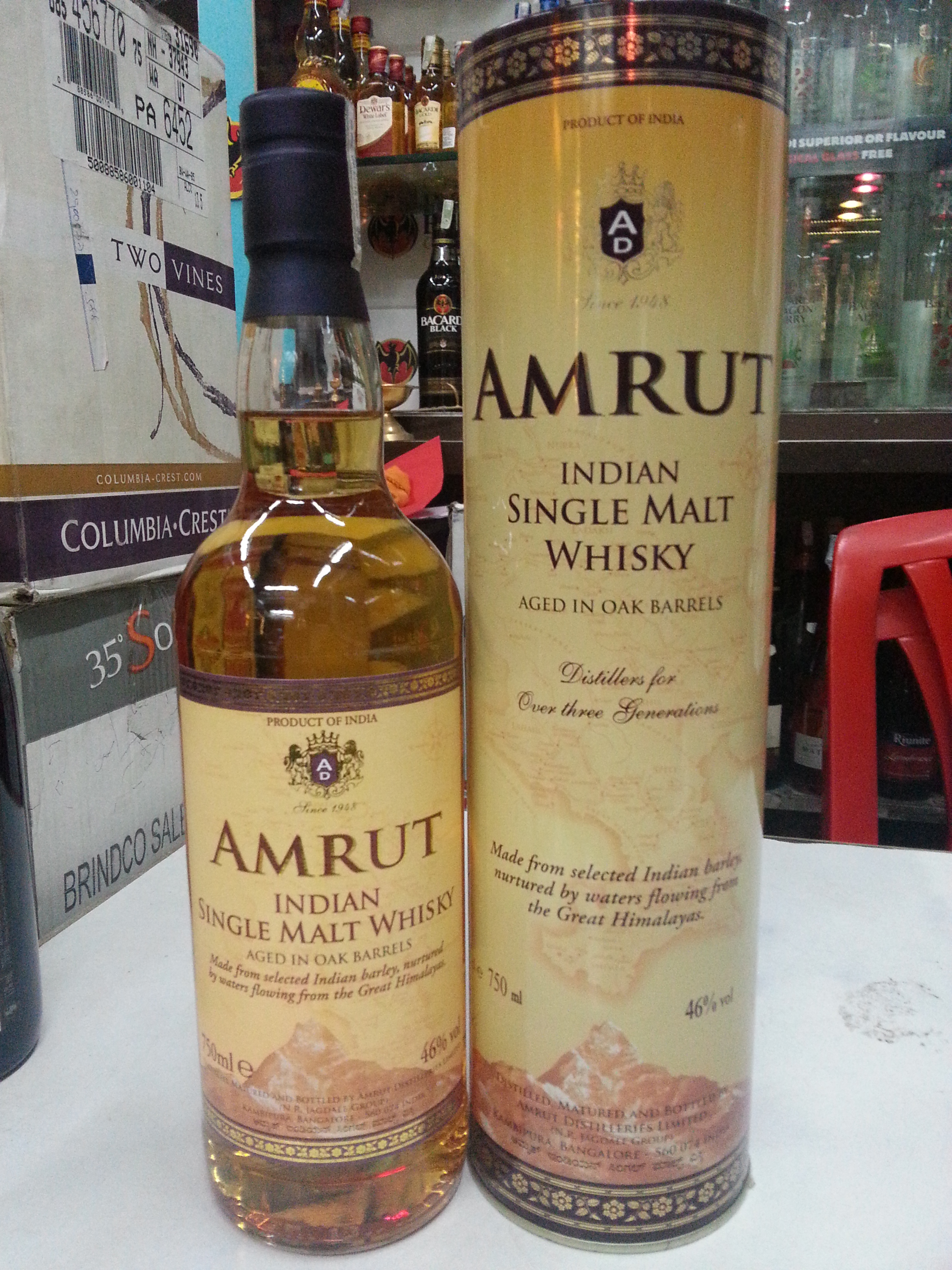
Amrut singlemalt whisky.

### Inde
| Pays | Région | Ville | Nom                        | Marques    |
| ---- | ------ | ----- | -------------------------- | ---------- |
| Inde |        |       | Amrut                      |            |
| Ìnde |        |       | Radico's Rampur distillery | After Dark |

### Japon
| Pays  | Région                | Ville    | Nom          | Marques | Ouverture |
| ----- | --------------------- | -------- | ------------ | ------- | --------- |
| Japon | préfecture de Saitama | Chichibu | Chichibu     |         | 2008      |
| Japon | région de Chūbu       | Gotemba  | Fuji Gotemba |         | 1972      |
| Japon |                       |          | Hakushu      |         |           |
| Japon |                       |          | Hanyu        |         |           |
| Japon |                       |          | Karuizawa    |         |           |
| Japon |                       |          | Mars         |         |           |
| Japon |                       |          | Miyagikyo    |         |           |
| Japon |                       |          | Yamazaki     |         |           |
| Japon |                       |          | Yoichi       |         |           |

### Nouvelle-Zélande
| Pays             | Région | Ville | Nom     | Marques |
| ---------------- | ------ | ----- | ------- | ------- |
| Nouvelle-Zélande |        |       | Milford |         |

### Taiwan
| Pays   | Région         | Ville | Nom     | Marques |
| ------ | -------------- | ----- | ------- | ------- |
| Taiwan | comté de Yilan |       | Kavalan |         |

## En Europe

### Angleterre
| Pays       | Région         | Ville | Nom                        | Marques |
| ---------- | -------------- | ----- | -------------------------- | ------- |
| Angleterre | comté du Devon |       | Dartmoor Whisky Distillery |         |

### Belgique
| Pays     | Région             | Ville          | Nom                | Marques        |
| -------- | ------------------ | -------------- | ------------------ | -------------- |
| Belgique | Province de Liège. | Grâce-Hollogne | The Owl Distillery |                |
| Belgique |                    | Raeren         | Radermacher        | Lambertus      |
| Belgique |                    | Mechelen       | Het Anker          | Gouden Carolus |

### France
| Pays   | Région               | Ville                | Nom                       | Marques |
| ------ | -------------------- | -------------------- | ------------------------- | ------- |
| France | Bordeaux             |                      | Moon Harbour              |         |
| France | Bretagne             | Belle-Île-en-Mer     | Kaerilis                  |         |
| France | Bretagne             | Lannion              | Warenghem                 |         |
| France | Bretagne             | Pleubian             | Glann ar Mor              |         |
| France | Bretagne             |                      | Distillerie des Menhirs   |         |
| France | Lorraine             |                      | Rozelieures               |         |
| France | Normandie            |                      | Northmaen                 |         |
| France | Alsace               |                      | F. Meyer                  |         |
| France | Alsace               |                      | Uberach                   |         |
| France | Corse                |                      | Distillerie Mavela        | P&M     |
| France | Isère                |                      | Domaine des Hautes Glaces |         |
| France | Auvergne-Rhône-Alpes | Saint Jean en Royans | Distillerie du Vercors    | Sequoia |

### Irlande
| Pays            | Région             | Ville      | Nom                        | Marques |
| --------------- | ------------------ | ---------- | -------------------------- | ------- |
| Irlande du Nord | Comté d'Antrim     |            | Bushmills                  |         |
| Irlande         | Comté de Louth     |            | Cooley                     |         |
| Irlande         | Comté de Cork      |            | Midleton                   |         |
| Irlande         | Comté de westmeath | Kilbeggan  | Kilbeggan Distillery       |         |
| Irlande         | Comté de Dublin    | Dublin     | Teeling                    |         |
| Irlande         | Comté de kerry     | Dingle     | Dingle Distillery          | Dingle  |
| Irlande         | Comté de Wicklow   |            | Glendalough                |         |
| Irlande du Nord | Comté de Down      |            | The Echlinville distillery |         |
| Irlande         | Comté de Cork      | Skibbereen | West Cork                  |         |
| Irlande         | Comté de Waterford |            | Blackwater Distillery      |         |
| Irlande         |                    |            | Tullamore Distillery       |         |

### Pays de Galles
| Pays           | Région | Ville | Nom      | Marques |
| -------------- | ------ | ----- | -------- | ------- |
| Pays de Galles |        |       | Penderyn |         |

### Suède
| Pays  | Région | Ville | Nom      | Marques |
| ----- | ------ | ----- | -------- | ------- |
| Suède |        |       | Mackmyra |         |

## Sources
- (en) Ingvar Ronde, Malt Whisky Yearbook, Shrewsbury, MagDig Media Limited, 2025, 20e éd. (1re éd. 2006), 298 p. (ISBN 978-0-9576553-4-8).